# Nicolás Schiappacasse
Nicolás Javier Schiappacasse Oliva (ur. 12 stycznia 1999 w Montevideo) – urugwajski piłkarz pochodzenia włoskiego występujący na pozycji skrzydłowego lub napastnika, reprezentant Urugwaju, od 2024 roku zawodnik Miramar Misiones.